# Bezirk Horn
Der Bezirk Horn ist ein Verwaltungsbezirk des Landes Niederösterreich.

## Geschichte
Die Gründung des Bezirkes erfolgte 1868 und umfasste die Amtsbezirke Horn, Geras und Eggenburg.

2022 bestellte die Landesregierung den bisherigen Bezirkshauptmann in Gmünd Stefan Grusch mit Wirksamkeit vom 1. März 2023 zum Bezirkshauptmann in Horn. Davor war Johannes Kranner ab dem 1. Dezember 2007 Bezirkshauptmann.

## Geografie
Der Bezirk grenzt im Norden an die Tschechische Republik. Innerhalb des Bezirkes liegt der Manhartsberg, damit hat er Anteil am Waldviertel und (zum kleineren Teil) am Weinviertel. Für die Raumplanung des Landes gehört er aber komplett zur Hauptregion Waldviertel.

### Nachbarbezirke
|                               | Jihomoravský kraj (Cz)                      |                   |
| Bezirk Waidhofen an der Thaya | Kompassrose, die auf Nachbargemeinden zeigt | Bezirk Hollabrunn |
| Bezirk Zwettl                 | Bezirk Krems-Land                           |                   |

## Angehörige Gemeinden

Der Bezirk Horn umfasst 784,00 km², zu ihm gehören 20 Gemeinden, darunter sind vier Städte und zehn Marktgemeinden.
Regionen sind Kleinregionen in Niederösterreich
| Gemeinde                 | Lage | Ew    | km²   | Ew / km² | Gerichtsbezirk | Region           | Typ             | Metadaten         |
| ------------------------ | ---- | ----- | ----- | -------- | -------------- | ---------------- | --------------- | ----------------- |
| Altenburg                |      | 826   | 28,13 | 29       | Horn           | Kamp-Taffatal    | Gemeinde        | Gem.Kennz.: 31101 |
| Brunn an der Wild        |      | 860   | 32,01 | 27       | Horn           | Taffa-Thaya-Wild | Gemeinde        | Gem.Kennz.: 31102 |
| Burgschleinitz-Kühnring  |      | 1.310 | 41,86 | 31       | Horn           | Manhartsberg     | Markt- gemeinde | Gem.Kennz.: 31103 |
| Drosendorf-Zissersdorf   |      | 1.178 | 53,47 | 22       | Horn           | Taffa-Thaya-Wild | Stadt- gemeinde | Gem.Kennz.: 31104 |
| Eggenburg                |      | 3.508 | 23,54 | 149      | Horn           | Manhartsberg     | Stadt- gemeinde | Gem.Kennz.: 31105 |
| Gars am Kamp             |      | 3.475 | 50,47 | 69       | Horn           | Kamp-Taffatal    | Markt- gemeinde | Gem.Kennz.: 31106 |
| Geras                    |      | 1.274 | 67,66 | 19       | Horn           | Taffa-Thaya-Wild | Stadt- gemeinde | Gem.Kennz.: 31107 |
| Horn                     |      | 6.505 | 39,25 | 166      | Horn           | Kamp-Taffatal    | Stadt- gemeinde | Gem.Kennz.: 31109 |
| Irnfritz-Messern         |      | 1.421 | 55,98 | 25       | Horn           | Taffa-Thaya-Wild | Markt- gemeinde | Gem.Kennz.: 31110 |
| Japons                   |      | 695   | 29,38 | 24       | Horn           | Taffa-Thaya-Wild | Markt- gemeinde | Gem.Kennz.: 31111 |
| Langau                   |      | 690   | 22,22 | 31       | Horn           | Taffa-Thaya-Wild | Markt- gemeinde | Gem.Kennz.: 31113 |
| Meiseldorf               |      | 860   | 35,43 | 24       | Horn           | Manhartsberg     | Gemeinde        | Gem.Kennz.: 31114 |
| Pernegg                  |      | 690   | 36,58 | 19       | Horn           | Taffa-Thaya-Wild | Markt- gemeinde | Gem.Kennz.: 31117 |
| Röhrenbach               |      | 486   | 25,13 | 19       | Horn           | Kamp-Taffatal    | Gemeinde        | Gem.Kennz.: 31119 |
| Röschitz                 |      | 1.121 | 21,17 | 53       | Horn           | Manhartsberg     | Markt- gemeinde | Gem.Kennz.: 31120 |
| Rosenburg-Mold           |      | 857   | 30,66 | 28       | Horn           | Kamp-Taffatal    | Gemeinde        | Gem.Kennz.: 31121 |
| Sigmundsherberg          |      | 1.705 | 47,95 | 36       | Horn           | Manhartsberg     | Markt- gemeinde | Gem.Kennz.: 31124 |
| St. Bernhard-Frauenhofen |      | 1.272 | 29,48 | 43       | Horn           | Taffa-Thaya-Wild | Gemeinde        | Gem.Kennz.: 31123 |
| Straning-Grafenberg      |      | 696   | 26,47 | 26       | Horn           | Manhartsberg     | Markt- gemeinde | Gem.Kennz.: 31130 |
| Weitersfeld              |      | 1.543 | 87,18 | 18       | Horn           | Taffa-Thaya-Wild | Markt- gemeinde | Gem.Kennz.: 31129 |

### Gemeindeänderungen ab 1945
1. Jänner 1966
- Vereinigung der Gemeinden Fugnitz, Geras, Goggitsch, Kottaun, Pfaffenreith und Trautmannsdorf zur Gemeinde Geras
- Vereinigung der Gemeinden Goslarn, Japons und Zettenreith zur Gemeinde Japons
- Vereinigung der Gemeinden Kleinreinprechtsdorf und Röschitz zur Gemeinde Röschitz
- Vereinigung der Gemeinden Prutzendorf, Rassingdorf, Starrein und Weitersfeld zur Gemeinde Weitersfeld
- Vereinigung der Gemeinden Pingendorf, Zettlitz und Zissersdorf zur Gemeinde Zissersdorf

1. Jänner 1967
- Vereinigung der Gemeinden Brunn an der Wild und Dappach zur Gemeinde Brunn an der Wild
- Vereinigung der Gemeinden Amelsdorf, Burgschleinitz, Buttendorf, Kühnring, Matzelsdorf, Sachsendorf, Sonndorf und Zogelsdorf zur Gemeinde Burgschleinitz-Kühnring
- Vereinigung der Gemeinden Eggenburg, Engelsdorf und Gauderndorf zur Gemeinde Eggenburg
- Vereinigung der Gemeinden Etzmannsdorf am Kamp, Wanzenau und Wolfshof zur Gemeinde Etzmannsdorf am Kamp
- Vereinigung der Gemeinden Buchberg am Kamp, Gars am Kamp, Kotzendorf, Maiersch und Nonndorf bei Gars zur Gemeinde Gars am Kamp
- Vereinigung der Gemeinden Mörtersdorf, Mold und Zaingrub zur Gemeinde Mold
- Vereinigung der Gemeinden Feinfeld, Röhrenbach, Tautendorf und Winkel zur Gemeinde Röhrenbach

1. Jänner 1968
- Vereinigung der Gemeinden Altenburg und Mahrersdorf zur Gemeinde Altenburg
- Vereinigung der Gemeinden Atzelsdorf, Brunn an der Wild, Dietmannsdorf an der Wild, Sankt Marein und Waiden zur Gemeinde Brunn an der Wild
- Vereinigung der Gemeinden Autendorf, Drosendorf Stadt, Elsern, Heinrichsreith und Thürnau zur Gemeinde Drosendorf Stadt
- Vereinigung der Gemeinden Eggenburg und Stoitzendorf zur Gemeinde Eggenburg
- Vereinigung der Gemeinden Haselberg, Irnfritz, Klein-Ulrichschlag, Nondorf an der Wild, Reichharts, Trabenreith, Wappoltenreith zur Gemeinde Irnfritz
- Vereinigung der Gemeinden Japons, Oberthumeritz, Sabatenreith, Schweinburg, Unterthumeritz und Wenjapons zur Gemeinde Japons
- Vereinigung der Gemeinden Messern und Rothweinsdorf zur Gemeinde Messern
- Vereinigung der Gemeinden Etzelsreith, Ludweishofen, Nödersdorf, Pernegg, Posselsdorf, Raisdorf und Staningersdorf zur Gemeinde Pernegg
- Vereinigung der Gemeinden Etzmannsdorf bei Straning, Grafenberg, Straning zur Gemeinde Straning-Grafenberg
- Vereinigung der Gemeinden Röhrawiesen und Walkenstein zur Gemeinde Walkenstein

1. Jänner 1969
- Vereinigung der Gemeinden Heinrichsdorf, Nonnersdorf und Sallapulka zur Gemeinde Sallapulka
- Vereinigung der Gemeinden Großburgstall und Sankt Bernhard zur Gemeinde Sankt Bernhard

1. Jänner 1970
- Vereinigung der Gemeinden Altenburg und Fuglau zur Gemeinde Altenburg
- Vereinigung der Gemeinden Brunn an der Wild und Neukirchen an der Wild zur Gemeinde Brunn an der Wild
- Vereinigung der Gemeinden Gars am Kamp, Kamegg, Thunau am Kamp und Zitternberg zur Gemeinde Gars am Kamp
- Vereinigung der Gemeinden Dallein, Geras, Purgstall und Schirmannsreith zur Gemeinde Geras
- Vereinigung der Gemeinden Breiteneich, Doberndorf, Horn, Mödring und Mühlfeld zur Gemeinde Horn
- Vereinigung der Gemeinden Neubau und Röhrenbach zur Gemeinde Röhrenbach
- Vereinigung der Gemeinden Brugg und Walkenstein zur Gemeinde Walkenstein
- Vereinigung der Gemeinden Oberhöflein, Obermixnitz, Untermixnitz und Weitersfeld zur Gemeinde Weitersfeld

1, Jänner 1971
- Vereinigung der Gemeinden Burgschleinitz-Kühnring und Reinprechtspölla zur Gemeinde Burgschleinitz-Kühnring
- Vereinigung der Gemeinden Drosendorf Altstadt, Drosendorf Stadt, Wolfsbach und Zissersdorf zur Gemeinde Drosendorf-Zissersdorf
- Vereinigung der Gemeinden Etzmannsdorf am Kamp, Gars am Kamp und Tautendorf zur Gemeinde Gars am Kamp
- Vereinigung der Gemeinden Geras, Harth, Hötzelsdorf und Sieghartsreith zur Gemeinde Geras
- Vereinigung der Gemeinden Lehndorf und Pernegg zur Gemeinde Pernegg
- Vereinigung der Gemeinden Kattau, Kleinmeiseldorf, Maigen und Stockern zur Gemeinde Meiseldorf
- Vereinigung der Gemeinden Kleinjetzelsdorf, Röschitz und Roggendorf zur Gemeinde Röschitz
- Vereinigung der Gemeinden Mold und Rosenburg zur Gemeinde Rosenburg-Mold
- Vereinigung der Gemeinden Frauenhofen, Poigen und Sankt Bernhard zur Gemeinde Sankt Bernhard-Frauenhofen
- Vereinigung der Gemeinden Fronsburg, Oberfladnitz und Weitersfeld zur Gemeinde Weitersfeld

1. Jänner 1972
- Vereinigung der Gemeinden Burgschleinitz-Kühnring und Harmannsdorf zur Gemeinde Burgschleinitz-Kühnring
- Vereinigung der Gemeinden Straning-Grafenberg und Wartberg zur Gemeinde Grafenberg
- Vereinigung der Gemeinden Irnfritz und Messern zur Gemeinde Irnfritz
- Vereinigung der Gemeinden Kainreith, Missingdorf, Rodingersdorf, Sigmundsherberg, Theras und Walkenstein zur Gemeinde Sigmundsherberg
- Vereinigung der Gemeinden Sallapulka und Weitersfeld zur Gemeinde Weitersfeld

20. November 1973
- Umbenennung der Gemeinde Grafenberg in Straning-Grafenberg

1. Jänner 1995
- Umbenennung der Gemeinde Irnfritz in Irnfritz-Messern[5]

## Bevölkerungsentwicklung
1939 erreichte der Bevölkerungsstand mit 42.241 Personen seinen Höchstwert. Wie auch in anderen Bezirken nördlicher Grenzlage nahm auch im Bezirk Horn die Bevölkerung seit 1939 ab. Gab es bis 1951 in vielen Städten und Gemeinden teils große Bevölkerungszunahmen, war im Bezirk Horn das Gegenteil der Fall. 1951 knickte die seit 1910 stagnierende Bevölkerungskurve endgültig nach unten, und sackte auf 40.913 Personen ab, um in weiterer Folge 1961 auf 38.288 zurückzufallen – dieser Wert entspricht in etwa dem der Zählung von 1910.
Seither hat sich die Einwohnerzahl wieder stabilisiert und liegt laut Zählung von 2001 bei 32.400. Bei Betrachtung dieser Zahlen wird augenscheinlich, dass die Zahlen exakt in den Jahren des Eisernen Vorhangs – der den Bezirk wie auch die benachbarten in eine unangenehme Randlage versetzte – jährlich um rund 200 Personen abnahm. Davor wie auch danach wuchs der Einwohnerstand entweder an, oder stagnierte, wie es auch derzeit der Fall ist.